# Nedre Bytingsjön
Nedre Bytingsjön är en sjö i Vilhelmina kommun i Lappland och ingår i Ångermanälvens huvudavrinningsområde. Sjön har en area på 0,132 kvadratkilometer och ligger 440 meter över havet.

## Delavrinningsområde
Nedre Bytingsjön ingår i det delavrinningsområde (721664-151956) som SMHI kallar för Utloppet av Nedre Bytingsjön. Medelhöjden är 453 meter över havet och ytan är 3,66 kvadratkilometer. Räknas de 6 avrinningsområdena uppströms in blir den ackumulerade arean 43,33 kvadratkilometer. Vattendraget som avvattnar avrinningsområdet har biflödesordning 3, vilket innebär att vattnet flödar genom totalt 3 vattendrag innan det når havet efter 372 kilometer. Avrinningsområdet består mestadels av skog (80 procent) och sankmarker (16 procent). Avrinningsområdet har 0,13 kvadratkilometer vattenytor vilket ger det en sjöprocent på 3,5 procent.